# Tiémoué Bakayoko
Tiémoué Bakayoko (17. srpen 1994 Paříž) je francouzský profesionální fotbalista, který hraje na pozici defensivního záložníka za francouzský klub FC Lorient. V roce 2017 odehrál také 1 utkání v dresu francouzské reprezentace.

## Klubová kariéra
Do AS Monaco přišel v roce 2014 z Stade Rennes FC. První sezona mu však vůbec nevyšla. Druhá sezóna byla již lepší, hlavně proto, že klub opustili 2 záložníci, které právě Bakayoko nahradil. V Monaku tedy dohromady odehrál 63 soutěžních zápasů . S klubem vyhrál i ligový titul.
Do Chelsea FC přestoupil v létě 2017 . Do klubu se rychle zapracoval a stal se stavebním kamenem sestavy Chelsea FC. Jenže po jedné sezoně se klub rozhodl poslat na hostování i s opcí na prodej do AC Milán . I když se zapracoval do sestavy na přelomu roku rozhodl se klub jej nevykoupit kvůli klubové ekonomické krizi a také kvůli jeho chování. , 
Chelsea FC s ním po příchodu nového trenéra nepočítalo a tak jej poslali na hostování s opcí do AS Monaco. 

## Přestupy
- z Rennes do Monaco za 8 000 000 Euro
- z Monaco do Chelsea za 40 000 000 Euro
- z Chelsea do Milán za 5 000 000 Euro (hostování)
- z Chelsea do Monaco za 3 000 000 Euro (hostování)
- z Chelsea do Neapol za 1 750 000 Euro (hostování)
- z Chelsea do Milán za 3 000 000 Euro (hostování)
- z Chelsea do Lorient zadarmo

## Statistiky
| Sezóna           | Klub             | Liga             | Liga   | Liga | Ligové poháry | Ligové poháry | Ligové poháry | Kontinentální poháry | Kontinentální poháry | Kontinentální poháry | Celkem | Celkem |
| Sezóna           | Klub             | Soutěž           | Zápasy | Góly | Soutěž        | Zápasy        | Góly          | Soutěž               | Zápasy               | Góly                 | Zápasy | Góly   |
| ---------------- | ---------------- | ---------------- | ------ | ---- | ------------- | ------------- | ------------- | -------------------- | -------------------- | -------------------- | ------ | ------ |
| 2013/14          | Rennes           | Ligue 1          | 24     | 1    | FP+FLP        | 3+1           | 0+0           | -                    | 0                    | 0                    | 28     | 1      |
| 2014/15          | Monaco           | Ligue 1          | 12     | 0    | FP+FLP        | 1+2           | 0+0           | LM                   | 3                    | 0                    | 18     | 0      |
| 2015/16          | Monaco           | Ligue 1          | 19     | 1    | FP+FLP        | 2+1           | 1+0           | EL                   | 1                    | 0                    | 23     | 2      |
| 2016/17          | Monaco           | Ligue 1          | 32     | 2    | FP+FLP        | 1+4           | 0+0           | LM                   | 14                   | 1                    | 51     | 3      |
| 2017/18          | Chelsea          | Premier League   | 29     | 2    | FA Cup+ALP+AS | 5+4+0         | 0+0+0         | LM                   | 5                    | 1                    | 43     | 3      |
| 2018/19          | Milán            | Serie A          | 31     | 1    | IP+IS         | 4+1           | 0+0           | EL                   | 6                    | 0                    | 42     | 1      |
| 2019/20          | Monaco           | Ligue 1          | 20     | 1    | FP+FLP        | 2+1           | 0             | -                    | 0                    | 0                    | 23     | 1      |
| Celkem za Monaco | Celkem za Monaco | Celkem za Monaco | 83     | 4    | -             | 14            | 1             | -                    | 18                   | 1                    | 115    | 6      |
| 2020/21          | Neapol           | Serie A          | 32     | 2    | IP+IS         | 4+1           | 0+0           | EL                   | 7                    | 0                    | 44     | 2      |
| 2021/22          | Milán            | Serie A          | 14     | 0    | IP            | 1             | 0             | LM                   | 3                    | 0                    | 18     | 0      |
| 2022/23          | Milán            | Serie A          | 3      | 0    | IP+IS         | 0+0           | 0+0           | LM                   | 0                    | 0                    | 3      | 0      |
| Celkem za Milán  | Celkem za Milán  | Celkem za Milán  | 48     | 1    | -             | 6             | 0             | -                    | 9                    | 0                    | 63     | 1      |
| 2023/24          | Lorient          | Ligue 1          | 20     | 2    | FP+FLP        | 1+0           | 0             | -                    | 0                    | 0                    | 21     | 2      |
| Celkově          | Celkově          | Celkově          | 251    | 12   | -             | 39            | 1             | -                    | 39                   | 2                    | 329    | 15     |

## Úspěchy

### Klubové
- 1× vítěz francouzské ligy (2016/17)
- 1× vítěz italské ligy (2021/22)
- 1× vítěz anglického poháru (2017/18)

### Individuální
- 1× sestava sezóny Ligy mistrů UEFA – 2016/17[10]